# Super Formula 2020
La stagione 2020 della Super Formula è la quarantottesima edizione del più importante campionato giapponese per vetture a ruote scoperte, l'ottava con la denominazione di Super Formula. La serie è iniziata il 30 agosto ed è terminata il 20 dicembre, dopo 7 gare. Il campionato è stato vinto dal pilota giapponese Naoki Yamamoto, che aveva vinto il campionato già nel 2013 e nel 2018. Tra le scuderie si è imposto il Team TOM's, per la quinta volta.
Da questa stagione il Campionato giapponese di Formula 3 viene ribattezzato Super Formula Light (SFL), al fine di stringere i legami tra questa categoria e le due più importanti categorie motoristiche del Giappone, la Super Formula e la Super GT Series.

## La pre-stagione

### Calendario
Nel giugno del 2019 fu pubblicata una prima versione provvisoria del calendario. A settembre venne inserita una modifica, che confermava come prima gara un appuntamento sul Circuito di Suzuka, al posto di uno sul Circuito del Fuji. La gara finale a Suzuka venne poi spostata di due settimane, per evitare la concomitanza con il Campionato del mondo endurance, che prevede una gara al Fuji il primo novembre.
Il calendario è stato poi stravolto, a seguito della pandemia di COVID-19. Una versione definitiva è stata pubblicata il 9 giugno. Il campionato inizia a fine agosto, e si protrae fino a dicembre.
| Gara | Gara | Nome | Circuito                           | Giri | Lunghezza                  | Data         |
| ---- | ---- | ---- | ---------------------------------- | ---- | -------------------------- | ------------ |
| 1    | 1    |      | Twin Ring Motegi                   | 35   | 35 x 4,801 km = 168,035 km | 30 agosto    |
| 2    | 2    |      | Circuito Internazionale di Okayama | 50   | 50 x 3,703 km = 185,150 km | 27 settembre |
| 3    | 3    |      | Sportsland SUGO                    | 53   | 53 x 3,586 km = 190,058 km | 18 ottobre   |
| 4    | 4    |      | Autopolis                          | 41   | 41 x 4,674 km = 191,634 km | 15 novembre  |
| 5    | 5    |      | Circuito di Suzuka                 | 28   | 28 x 5,807 km = 162,596 km | 5 dicembre   |
| 6    | 6    |      | Circuito di Suzuka                 | 30   | 30 x 5,807 km = 174,210 km | 6 dicembre   |
| 7    | 7    |      | Circuito del Fuji                  | 40   | 40 x 4,563 km = 182,520 km | 20 dicembre  |

- Tutte le corse sono disputate in Giappone.

### Test
La sessione di test ufficiali si tiene sul Circuito del Fuji, tra il 24 e 25 marzo. È stata invece annullata la sessione di test prevista sul Circuito di Suzuka tra il 3 e 4 aprile. Gli organizzatori annunciano poi una sessione di test, da effettuarsi sul Twin Ring Motegi, nei giorni precedenti la prima gara.
| Circuito          | Data                  | Pilota più veloce | Team             | Tempo    | Giri |
| ----------------- | --------------------- | ----------------- | ---------------- | -------- | ---- |
| Circuito del Fuji | 24 marzo (mattina)    | Ryō Hirakawa      | Team Impul       | 1'21"342 | 36   |
| Circuito del Fuji | 24 marzo (pomeriggio) | Ryō Hirakawa      | Team Impul       | 1'20"677 | 32   |
| Circuito del Fuji | 25 marzo (mattina)    | Nirei Fukuzumi    | Dandelion Racing | 1'20"785 | 46   |
| Circuito del Fuji | 25 marzo (pomeriggio) | Nirei Fukuzumi    | Dandelion Racing | 1'21"207 | 53   |
| Twin Ring Motegi  | 28 agosto             | Yuhi Sekiguchi    | Team Impul       | 1'33"717 | 27   |

## Scuderie e piloti

### Scuderie
La Drago Corse di Ryo Michigami ritorna nel campionato, collaborando con la ThreeBond. La scuderia mancava dall'edizione 2016.
Lascia la competizione il Team LeMans. La scuderia era presente dal 1988. In sua sostituzione sia la KCMG che il Cerumo Motorsport aggiungono una monoposto. La terza vettura del Cerumo è iscritta come Rookie Racing.
A febbraio anche la Real Racing annuncia il suo abbandono del campionato.

### Piloti
Il campione della F3 giapponese 2019, Sacha Fenestraz rimpiazza Yuji Kunimoto alla Kondō Racing. Kunimoto passa a guidare la seconda vettura del Team KCMG. A seguito dell'abbandono del Team LeMans, Kazuya Oshima passa al Cerumo Motorsport, correndo con la vettura della ROOKIE Racing.
La colombiana Tatiana Calderón, proveniente dalla Formula 2, viene ingaggiata dalla Drago Corse. È la prima donna a competere nella categoria dai tempi della irlandese Sarah Kavanagh, che corse due gare nel 1997.
L'estone Jüri Vips viene iscritto dal Team Mugen, dopo aver preso il posto di Patricio O'Ward nell'ultima gara del 2019. O'Ward è passato a correre nella IndyCar Series. Nella prima gara Vips è sostituito dal pilota nipponico Ukyo Sasahara. Sasahara viene confermato nelle gare successive, fino al termine della stagione.
Pietro Fittipaldi era stato, inizialmente, confermato alla B-MAX. Fittipaldi aveva già corso nella categoria nel 2018, prima di essere fermato da un incidente. Tuttavia, prima dei test primaverili svolti sul Circuito del Fuji, è stata annunciata la sua sostituzione con Sérgio Sette Câmara, che arriva dalla Formula E, a causa di problemi con gli sponsor. Sette Câmara trova come compagno di team Charles Milesi, anche lui in arrivo dal campionato nipponico di Formula 3. Entrambi i piloti della B-Max del 2019, Lucas Auer e Harrison Newey, lasciano la serie, passando al DTM.
Anche Álex Palou abbandona la Super Formula, per competere nell'IndyCar. Viene rimpiazzato da Toshiki Oyu, anche lui ex pilota di Formula 3.
Kazuki Nakajima (Team TOM'S), Kenta Yamashita (Kondo), Kamui Kobayashi (KCMG) e Tatiana Calderón (Drago), partecipano alla 24 Ore di Le Mans, il 19-20 settembre. Per le norme, previste in Giappone, per combattere la pandemia di COVID-19 sono sottoposti a quarantena, e così non possono partecipare alla seconda gara del campionato. Vengono rimpiazzati, rispettivamente, da Ritomo Miyata (esordiente, impegnato anche nella Super Formula Light), Sena Sakaguchi (già impegnato in passato nella categoria), Yuichi Nakayama (che aveva corso 9 gare nel 2014) e Koudai Tsukakoshi (impegnato nella categoria per oltre un decennio, fino al 2019).
Per la terza gara Kazuki Nakajima, Kenta Yamashita e Kamui Kobayashi tornano al volante delle loro vetture. Sempre a Sugo fa l'esordio in categoria il pilota brasiliano Sérgio Sette Câmara alla B-MAX, dove prende il posto di Mitsunori Takaboshi. Ad Autopolis, nella gara successiva, Nobuharu Matsushita, ex pilota di Formula 2, sostituisce Sérgio Sette Câmara. Sempre ad Autopolis si rivedono Tatiana Calderón, alla Drago Corse, Ritomo Miyata che prende di nuovo il posto di Nakaijma al Team TOM'S, e Yuichi Nakayama al Team KCGM in luogo di Kobayashi. Fa il suo esordio stagionale il francese Charles Millesi, alla Buzz Racing.
Kobayashi rientra in categoria, per le tre gare di dicembre, così come Nakajima. Per l'ultima gara del Fuji Hiroki Otsu sostituisce Makino alla TCS Nakajima Racing.

### Tabella riassuntiva
| Team                         | Motore | No. | Piloti              | Gare      |
| ---------------------------- | ------ | --- | ------------------- | --------- |
| Vantelin Team TOM'S          | Toyota | 1   | Nick Cassidy        | Tutte     |
| Vantelin Team TOM'S          | Toyota | 36  | Kazuki Nakajima     | 1, 3, 5-7 |
| Vantelin Team TOM'S          | Toyota | 36  | Ritomo Miyata       | 2, 4      |
| Kondō Racing                 | Toyota | 3   | Kenta Yamashita     | 1, 3-7    |
| Kondō Racing                 | Toyota | 3   | Sena Sakaguchi      | 2         |
| Kondō Racing                 | Toyota | 4   | Sacha Fenestraz     | Tutte     |
| DoCoMo Team Dandelion Racing | Honda  | 5   | Naoki Yamamoto      | Tutte     |
| DoCoMo Team Dandelion Racing | Honda  | 6   | Nirei Fukuzumi      | Tutte     |
| carrozzeria Team KCMG        | Toyota | 7   | Kamui Kobayashi     | 1, 3, 5-7 |
| carrozzeria Team KCMG        | Toyota | 7   | Yuichi Nakayama     | 2, 4      |
| carrozzeria Team KCMG        | Toyota | 18  | Yuji Kunimoto       | Tutte     |
| Drago Corse with ThreeBond   | Honda  | 12  | Tatiana Calderón    | 1, 4-7    |
| Drago Corse with ThreeBond   | Honda  | 12  | Koudai Tsukakoshi   | 2-3       |
| ROOKIE Racing                | Toyota | 14  | Kazuya Oshima       | Tutte     |
| Team Mugen                   | Honda  | 15  | Ukyo Sasahara       | Tutte     |
| Team Mugen                   | Honda  | 16  | Tomoki Nojiri       | Tutte     |
| Itochu Enex Team Impul       | Toyota | 19  | Yuhi Sekiguchi      | Tutte     |
| Itochu Enex Team Impul       | Toyota | 20  | Ryō Hirakawa        | Tutte     |
| JMS P.mu/cerumo・INGING      | Toyota | 38  | Hiroaki Ishiura     | Tutte     |
| JMS P.mu/cerumo・INGING      | Toyota | 39  | Sho Tsuboi          | Tutte     |
| B-MAX Racing with Motopark   | Honda  | 50  | Teppei Natori       | 1         |
| B-MAX Racing with Motopark   | Honda  | 50  | Mitsunori Takaboshi | 2         |
| B-MAX Racing with Motopark   | Honda  | 50  | Sérgio Sette Câmara | 3         |
| B-MAX Racing with Motopark   | Honda  | 50  | Nobuharu Matsushita | 4-7       |
| B-MAX Racing with Motopark   | Honda  | 51  | Charles Milesi      | 4-7       |
| TCS Nakajima Racing          | Honda  | 64  | Tadasuke Makino     | 1-6       |
| TCS Nakajima Racing          | Honda  | 64  | Hiroki Otsu         | 7         |
| TCS Nakajima Racing          | Honda  | 65  | Toshiki Oyu         | Tutte     |

- Tutte le vetture sono Dallara SF19.

## Modifiche al regolamento

### Regolamento sportivo
Le gare si svolgono senza rifornimento né cambio gomme obbligatori. Le gare vengono ridotte a 70 minuti o circa 160 km. I weekend di gara vengono compressi in solo due giorni, il sabato per prove e qualifiche e la domenica per la gara. Dalla gara di Okayama viene reintrodotto il cambio gomme obbligatorio, da effettuarsi tra il decimo e l'ultimo giro. Inoltre la durata della gara viene riportata a circa 190 km.
Viene modificato anche il sistema di punteggio. Per la classifica contano solo i 5 migliori risultati, e sono attribuiti punti ai primi dieci. Inoltre vengono stabiliti dei punti anche per i migliori tre delle qualifiche.

## Risultati e classifiche

### Risultati
| Gara | Gara | Circuito  | Tempo       | Velocità     | Pole Position       | Giro Veloce     | Vincitore      | Vettura        | Team                         |
| ---- | ---- | --------- | ----------- | ------------ | ------------------- | --------------- | -------------- | -------------- | ---------------------------- |
| 1    | 1    | Motegi    | 56'35"530   | 178,170 km/h | Ryō Hirakawa        | Kamui Kobayashi | Ryō Hirakawa   | Dallara-Toyota | Team Impul                   |
| 2    | 2    | Okayama   | 1h13'11"975 | 151,763 km/h | Ryō Hirakawa        | Nick Cassidy    | Sho Tsuboi     | Dallara-Toyota | JMS P.MU/CERUMO-INGING       |
| 3    | 3    | Sugo      | 1h08'11"981 | 167,231 km/h | Sérgio Sette Câmara | Nick Cassidy    | Nick Cassidy   | Dallara-Toyota | Team TOM's                   |
| 4    | 4    | Autopolis | 1h07'11"228 | 170,918 km/h | Tomoki Nojiri       | Naoki Yamamoto  | Tomoki Nojiri  | Dallara-Honda  | Team Mugen                   |
| 5    | 5    | Suzuka    | 1h03'27"718 | 153,466 km/h | Naoki Yamamoto      | Naoki Yamamoto  | Naoki Yamamoto | Dallara-Honda  | DoCoMo Team Dandelion Racing |
| 6    | 6    | Suzuka    | 1h02'59"044 | 165,939 km/h | Nick Cassidy        | Nirei Fukuzumi  | Toshiki Oyu    | Dallara-Honda  | TCS Nakajima Racing          |
| 7    | 7    | Fuji      | 56'13"803   | 194,433 km/h | Tomoki Nojiri       | Nirei Fukuzumi  | Sho Tsuboi     | Dallara-Toyota | JMS P.mu/cerumo・INGING      |

### Classifica piloti
I punti sono assegnati secondo lo schema seguente. I punti assegnati per la qualifica valgono solo per la classifica piloti e non per quella riservata alla scuderie.
| Gara      | Gara | Gara | Gara | Gara | Gara | Gara | Gara | Gara | Gara | Gara |
| Posizione | 1º   | 2º   | 3º   | 4º   | 5º   | 6º   | 7º   | 8º   | 9º   | 10º  |
| --------- | ---- | ---- | ---- | ---- | ---- | ---- | ---- | ---- | ---- | ---- |
| Punti     | 20   | 15   | 11   | 8    | 6    | 5    | 4    | 3    | 2    | 1    |

| Punti | 3 | 2 | 1 |

| Pilota | Posizione           | MOT | OKA  | SUG  | AUT | SUZ  | SUZ  | FUJ  | Punti   |
| ------ | ------------------- | --- | ---- | ---- | --- | ---- | ---- | ---- | ------- |
| 1      | Naoki Yamamoto      | 13  | 6    | 3    | 23  | 1    | Rit  | 53   | 62      |
| 2      | Ryō Hirakawa        | 1   | 41   | 2    | 12  | Rit  | 7    | 6    | 60      |
| 3      | Sho Tsuboi          | Rit | 1    | 13   | Rit | Rit  | 4    | 12   | 50      |
| 4      | Nick Cassidy        | 6   | 3    | 1    | 7   | 5    | Rit1 | 4    | 50 (57) |
| 5      | Tomoki Nojiri       | 7   | 10   | 4    | 1   | 72   | 5    | Rit1 | 47 (51) |
| 6      | Toshiki Oyu         | 15  | 15   | 12   | 10  | 8    | 12   | 2    | 41      |
| 7      | Kenta Yamashita     | 23  |      | 6    | 5   | 9    | 6    | 10   | 34 (35) |
| 8      | Nirei Fukuzumi      | 5   | 8    | 10   | 92  | Ret3 | 2    | 16   | 29 (30) |
| 9      | Yuji Kunimoto       | Rit | 7    | 5    | 4   | 3    | Rit  | 15   | 29      |
| 10     | Hiroaki Ishiura     | 8   | 2    | 8    | 13  | 6    | 10   | 12   | 27      |
| 11     | Kazuki Nakajima     | 4   |      | 15   |     | 2    | 16   | 9    | 25      |
| 12     | Tadasuke Makino     | 9   | Rit  | 7    | 3   | Rit  | 8    |      | 20      |
| 13     | Sacha Fenestraz     | 32  | Rit3 | Rit3 | Rit | 10   | Rit  | 8    | 19      |
| 14     | Yuhi Sekiguchi      | Rit | 5    | 11   | 11  | NP   | 3    | NP   | 17      |
| 15     | Nobuharu Matsushita |     |      |      | 6   | Rit  | 14   | 3    | 16      |
| 16     | Kamui Kobayashi     | 14  |      | 14   |     | 4    | 15   | 11   | 8       |
| 17     | Ritomo Miyata       |     | 92   |      | 8   |      |      |      | 7       |
| 18     | Ukyo Sasahara       | 11  | 13   | NC   | 14  | Rit  | 113  | 7    | 5       |
| 19     | Kazuya Oshima       | 10  | 16   | 9    | 17  | 12   | 9    | 14   | 5       |
| 20     | Sérgio Sette Câmara |     |      | Rit1 |     |      |      |      | 3       |
| 21     | Charles Milesi      |     |      |      | 15  | 11   | 13   | NP   | 0       |
| 22     | Yuichi Nakayama     |     | 11   |      | 18  |      |      |      | 0       |
| 23     | Tatiana Calderón    | 12  |      |      | 16  | 13   | 12   | 17   | 0       |
| 24     | Koudai Tsukakoshi   |     | 12   | NC   |     |      |      |      | 0       |
| 25     | Hiroki Otsu         |     |      |      |     |      |      | 13   | 0       |
| 26     | Mitsunori Takaboshi |     | 14   |      |     |      |      |      | 0       |
|        | Teppei Natori       | NP  |      |      |     |      |      |      | 0       |
|        | Sena Sakaguchi      |     | NP   |      |     |      |      |      | 0       |
| Pos    | Pilota              | MOT | OKA  | SUG  | AUT | SUZ  | SUZ  | FUJ  | Punti   |

| Colore  | Risultato             |
| ------- | --------------------- |
| Oro     | Vincitore             |
| Argento | 2º posto              |
| Bronzo  | 3º posto              |
| Verde   | Finito a punti        |
| Blu     | Finito senza punti    |
| Viola   | Ritirato (Rit)        |
| Viola   | Non classificato (NC) |
| Rosso   | Non qualificato (NQ)  |
| Nero    | Squalificato (SQ)     |
| Bianco  | Non partito (NP)      |
| Bianco  | Non ha gareggiato     |
| Bianco  | Infortunato (INF)     |
| Bianco  | Escluso (ES)          |
| Bianco  | Gara cancellata (C)   |

### Classifica scuderie
| Pos. | Team                         | Nr. | MOT | OKA | SUG | AUT | SUZ | SUZ | FUJ | Punti |
| ---- | ---------------------------- | --- | --- | --- | --- | --- | --- | --- | --- | ----- |
| 1    | Vantelin Team TOM'S          | 1   | 6   | 3   | 1   | 7   | 5   | Rit | 5   | 77    |
| 1    | Vantelin Team TOM'S          | 36  | 4   | 9   | 15  | 8   | 2   | 16  | 9   | 77    |
| 2    | JMS P.mu/cerumo・INGING      | 38  | 8   | 2   | 8   | 13  | 6   | 10  | 12  | 72    |
| 2    | JMS P.mu/cerumo・INGING      | 39  | Rit | 1   | 13  | Rit | Rit | 4   | 1   | 72    |
| 3    | DoCoMo Team Dandelion Racing | 5   | 13  | 6   | 3   | 2   | 1   | Rit | 5   | 72    |
| 3    | DoCoMo Team Dandelion Racing | 6   | 5   | 8   | 10  | 9   | Rit | 2   | 16  | 72    |
| 4    | Itochu Enex Team Impul       | 19  | Rit | 5   | 11  | 11  | NP  | 3   | NP  | 69    |
| 4    | Itochu Enex Team Impul       | 20  | 1   | 4   | 2   | 12  | Rit | 7   | 6   | 69    |
| 5    | TCS Nakajima Racing          | 64  | 9   | Rit | 7   | 3   | Rit | 8   | 13  | 57    |
| 5    | TCS Nakajima Racing          | 65  | 15  | 15  | 12  | 10  | 8   | 1   | 4   | 57    |
| 6    | Kondō Racing                 | 3   | 2   | NP  | 6   | 5   | 9   | 6   | 10  | 46    |
| 6    | Kondō Racing                 | 4   | 3   | Rit | Rit | Rit | 10  | Rit | 8   | 46    |
| 7    | Team Mugen                   | 15  | 11  | 13  | NC  | 14  | Rit | 11  | 7   | 42    |
| 7    | Team Mugen                   | 16  | 7   | 10  | 4   | 1   | 7   | 5   | Ret | 42    |
| 8    | carrozzeria Team KCMG        | 7   | 14  | 11  | 14  | 18  | 4   | 15  | 11  | 37    |
| 8    | carrozzeria Team KCMG        | 18  | Rit | 7   | 5   | 4   | 3   | Rit | 15  | 37    |
| 9    | Buzz Racing with B-MAX       | 50  | NP  | 14  | Rit | 6   | Rit | 14  | 3   | 16    |
| 9    | Buzz Racing with B-MAX       | 51  |     |     |     | 15  | 11  | 13  | NP  | 16    |
| 10   | ROOKIE Racing                | 14  | 10  | 16  | 9   | 17  | 12  | 9   | 14  | 5     |
| 11   | Drago Corse with ThreeBond   | 12  | 12  | 12  | NC  | 16  | 13  | 12  | 17  | 0     |
| Pos. | Team                         | Nr. | MOT | OKA | SUG | AUT | SUZ | SUZ | FUJ | Punti |

| Colore  | Risultato             |
| ------- | --------------------- |
| Oro     | Vincitore             |
| Argento | 2º posto              |
| Bronzo  | 3º posto              |
| Verde   | Finito a punti        |
| Blu     | Finito senza punti    |
| Viola   | Ritirato (Rit)        |
| Viola   | Non classificato (NC) |
| Rosso   | Non qualificato (NQ)  |
| Nero    | Squalificato (SQ)     |
| Bianco  | Non partito (NP)      |
| Bianco  | Non ha gareggiato     |
| Bianco  | Infortunato (INF)     |
| Bianco  | Escluso (ES)          |
| Bianco  | Gara cancellata (C)   |

### Classifica motoristi
| Pos. | Costruttore | Punti |
| ---- | ----------- | ----- |
| 1    | Toyota      | 338   |
| 2    | Honda       | 229   |

## Test post-stagionali
Il Circuito del Fuji ospita dei test post-stagionali, il 22 e 23 dicembre.
| Circuito          | Data                     | Pilota più veloce | Team             | Tempo    | Giri |
| ----------------- | ------------------------ | ----------------- | ---------------- | -------- | ---- |
| Circuito del Fuji | 22 dicembre (mattino)    | Naoki Yamamoto    | Nakajima Racing  | 1'20"338 | 43   |
| Circuito del Fuji | 22 dicembre (pomeriggio) | Nirei Fukuzumi    | Dandelion Racing | 1'20"487 | 42   |
| Circuito del Fuji | 23 dicembre (mattino)    | Nirei Fukuzumi    | Dandelion Racing | 1'20"120 | 38   |
| Circuito del Fuji | 23 dicembre (pomeriggio) | Nirei Fukuzumi    | Dandelion Racing | 1'20"247 | 49   |